# Sindaci di Urbino

Il gonfalone comunale

In questo elenco sono riportati i responsabili della civica amministrazione di Urbino, durante lo Stato Pontificio, dal 1857 al 1860, il Regno d'Italia e la Repubblica Italiana.
La carica di sindaco è stata di nomina governativa dal 1861 al 1888, poi è divenuta elettiva dal Consiglio Comunale. Ad eccezione dei Podestà fascisti di nomina governativa, dal 1926 al 1944, che sostituivano il Sindaco, la Giunta e il Consiglio comunale. L'elettività del Sindaco, da parte del Consiglio comunale, fu ripristinata nel 1946.
Infine, con la legge del 25 marzo 1993, la carica è divenuta eleggibile direttamente dai cittadini. Con tale riforma il mandato del sindaco durava quattro anni, poi dal 2000 è stato allungato di un altro anno.

## Stato Pontificio (1631-1860)
| Nome                              | Carica            | Mandato       | Mandato        |
| Nome                              | Carica            | Inizio        | Fine           |
| --------------------------------- | ----------------- | ------------- | -------------- |
| Bernardino Castracane Staccoli    | Gonfaloniere      | gennaio 1857  | novembre 1857  |
| Ubaldo De Pretis                  | Gonfaloniere      | novembre 1857 | dicembre 1858  |
| Francesco Mauruzi Della Stacciola | Gonfaloniere f.f. | dicembre 1858 | febbraio 1859  |
| Bernardino Castracane Staccoli    | Gonfaloniere      | febbraio 1859 | luglio 1859    |
| Francesco Mauruzi della Stacciola | Gonfaloniere f.f. | luglio 1859   | ottobre 1859   |
| Carlo Boni                        | Gonfaloniere      | ottobre 1859  | settembre 1860 |

## Regno di Sardegna (1860-1861) poi Regno d'Italia (1861-1946)
| #                       | Nome                              | Carica                                  | Mandato        | Mandato        | Partito                       | Note        |
| #                       | Nome                              | Carica                                  | Inizio         | Fine           | Partito                       | Note        |
| ----------------------- | --------------------------------- | --------------------------------------- | -------------- | -------------- | ----------------------------- | ----------- |
|                         | Ercole Salmi                      | Presidente della Commissione Municipale | ottobre 1860   | febbraio 1861  |                               |             |
| Sindaco                 | Ercole Salmi                      | febbraio 1861                           | marzo 1861     |                |                               |             |
|                         | Francesco Ubaldini Catalani       | Sindaco                                 | marzo 1861     | dicembre 1862  |                               | [ 3 ]       |
|                         | Ercole Salmi                      | Sindaco                                 | dicembre 1862  | ottobre 1873   |                               | [ 3 ]       |
|                         | Bernardino Castracane Staccoli    | Sindaco                                 | ottobre 1873   | settembre 1876 |                               | [ 3 ]       |
|                         | Ercole Salmi                      | Sindaco                                 | settembre 1876 | maggio 1879    |                               | [ 3 ]       |
|                         | Francesco Palma Candelari Bianchi | Sindaco                                 | luglio 1879    | ottobre 1884   |                               | [ 3 ]       |
|                         | Demetrio Gramantieri              | Sindaco f.f.                            | ottobre 1884   | luglio 1885    |                               | [ 3 ]       |
|                         | Federico Felici Giunchi           | Sindaco f. f.                           | luglio 1885    | gennaio 1886   |                               | [ 3 ]       |
|                         | Giuseppe Cozzi                    | Sindaco f. f.                           | febbraio 1886  | gennaio 1887   |                               | [ 3 ]       |
|                         | Camillo Romani                    | Sindaco f. f.                           | gennaio 1887   | ottobre 1889   |                               | [ 3 ]       |
|                         | Francesco Budassi                 | Sindaco                                 | ottobre 1889   | gennaio 1895   | Estrema sinistra storica      | [ 4 ] [ 3 ] |
|                         | Giuseppe Cozzi                    | Sindaco f. f.                           | gennaio 1895   | luglio 1895    |                               | [ 5 ] [ 3 ] |
|                         | Giuseppe Fiocchi Nicolai          | Sindaco                                 | luglio 1895    | giugno 1902    | Destra storica                | [ 3 ]       |
|                         | Egisto Recchi                     | Commissario prefettizio                 | giugno 1902    | settembre 1902 |                               | [ 3 ]       |
|                         | Bartolomeo Andreoli               | Regio commissario                       | settembre 1902 | marzo 1903     |                               | [ 3 ]       |
|                         | Francesco Budassi                 | Sindaco                                 | marzo 1903     | aprile 1909    | Partito Repubblicano Italiano | [ 3 ]       |
|                         | Egisto Recchi                     | Commissario prefettizio                 | aprile 1909    | luglio 1909    |                               | [ 3 ]       |
|                         | Vittorio Serra Caracciolo         | Regio commissario                       | luglio 1909    | novembre 1909  |                               | [ 3 ]       |
|                         | Aldo Albini                       | Sindaco                                 | novembre 1909  | febbraio 1911  |                               | [ 3 ]       |
|                         | Renato Maliverno                  | Commissario prefettizio                 | febbraio 1911  | aprile 1911    |                               | [ 3 ]       |
|                         | Pietro Balbi Viecha               | Regio commissario                       | aprile 1911    | ottobre 1911   |                               | [ 3 ]       |
| Commissario prefettizio | Pietro Balbi Viecha               | ottobre 1911                            | febbraio 1912  |                | [ 3 ]                         |             |
|                         | Luigi Falasconi                   | Sindaco                                 | febbraio 1912  | luglio 1914    |                               | [ 3 ]       |
|                         | Luigi Renzetti                    | Sindaco                                 | luglio 1914    | maggio 1920    |                               | [ 3 ]       |
|                         | Raffaele Tintori                  | Commissario prefettizio                 | maggio 1920    | novembre 1920  |                               | [ 3 ]       |
|                         | Antonio Baldeschi                 | Sindaco                                 | novembre 1920  | agosto 1922    | Partito Socialista Italiano   | [ 3 ]       |
|                         | Giuseppe Finocchiaro              | Commissario prefettizio                 | agosto 1922    | agosto 1922    |                               | [ 3 ]       |
|                         | Giovan Battista Valentini         | Commissario prefettizio                 | agosto 1922    | settembre 1922 |                               | [ 3 ]       |
|                         | Romualdo Cerilli                  | Commissario prefettizio                 | settembre 1922 | ottobre 1922   |                               | [ 3 ]       |

### Periodo fascista (1922-1944)
| #                         | Nome                      | Carica                  | Mandato         | Mandato                                                  | Partito                    | Note |
| #                         | Nome                      | Carica                  | Inizio          | Fine                                                     | Partito                    | Note |
| ------------------------- | ------------------------- | ----------------------- | --------------- | -------------------------------------------------------- | -------------------------- | ---- |
|                           | Giovan Battista Valentini | Commissario prefettizio | novembre 1922   | dicembre 1922                                            |                            |      |
|                           | Alessandro Terra Abrami   | Commissario prefettizio | dicembre 1922   | aprile 1923                                              |                            |      |
|                           | Pietro Fonti              | Sindaco                 | aprile 1923     | gennaio 1925                                             | Blocco Nazionale           |      |
|                           | Augusto Del Vecchio       | Sindaco f. f.           | gennaio 1925    | agosto 1925                                              | Partito Nazionale Fascista |      |
| Sindaco                   | Augusto Del Vecchio       | agosto 1925             | 23 marzo 1927   |                                                          | Partito Nazionale Fascista |      |
| Podestà                   | Augusto Del Vecchio       | 24 marzo 1927           | ottobre 1930    | [ 6 ]                                                    | Partito Nazionale Fascista |      |
| Giuseppe Bisigotti        | Commissario prefettizio   | novembre 1930           | maggio 1931     |                                                          | Partito Nazionale Fascista |      |
| Giuseppe Bisigotti        | Podestà                   | maggio 1931             | agosto 1932     |                                                          | Partito Nazionale Fascista |      |
| Umberto Meschini          | Commissario prefettizio   | agosto 1932             | settembre 1932  |                                                          | Partito Nazionale Fascista |      |
| Eugenio Rigi Luperti      | Commissario prefettizio   | settembre 1932          | febbraio 1933   |                                                          | Partito Nazionale Fascista |      |
| Eugenio Rigi Luperti      | Podestà                   | febbraio 1933           | luglio 1937     |                                                          | Partito Nazionale Fascista |      |
| Severino Cerboni Baiardi  | Commissario prefettizio   | luglio 1937             | dicembre 1937   |                                                          | Partito Nazionale Fascista |      |
| Severino Cerboni Baiardi  | Podestà                   | gennaio 1938            | marzo 1938      |                                                          | Partito Nazionale Fascista |      |
| Giorgio Paci              | Commissario prefettizio   | 26 marzo 1938           | 29 giugno 1938  |                                                          | Partito Nazionale Fascista |      |
| Giorgio Paci              | Podestà                   | 30 giugno 1938          | 1º giugno 1940  |                                                          | Partito Nazionale Fascista |      |
| Antonio Aiuti             | Commissario prefettizio   | giugno 1940             | giugno 1940     |                                                          | Partito Nazionale Fascista |      |
| Eugenio Rigi Luperti      | Commissario prefettizio   | giugno 1940             | novembre 1940   |                                                          | Partito Nazionale Fascista |      |
| Domenico Fucili           | Commissario prefettizio   | novembre 1940           | ottobre 1941    |                                                          | Partito Nazionale Fascista |      |
| Giorgio Paci              | Podestà                   | 12 ottobre 1941         | 17 gennaio 1944 | Partito Nazionale Fascista Partito Fascista Repubblicano |                            |      |
| Antonio Aiuti             | Commissario prefettizio   | 18 gennaio 1944         | 10 marzo 1944   | Partito Fascista Repubblicano                            |                            |      |
| Francesco Blandaleone     | Commissario prefettizio   | 11 marzo 1944           | 21 maggio 1944  | Partito Fascista Repubblicano                            |                            |      |
| Luigi Calderoni           | Commissario prefettizio   | 22 maggio 1944          | 16 giugno 1944  | Partito Fascista Repubblicano                            |                            |      |
| Cesare Augusto Pantanelli | Commissario prefettizio   | 17 giugno 1944          | 30 agosto 1944  | Partito Fascista Repubblicano                            |                            |      |

### Periodo costituzionale transitorio (1944-1946)
| # | Nome               | Carica  | Mandato        | Mandato       | Partito                     | Coalizione                        | Note        |
| # | Nome               | Carica  | Inizio         | Fine          | Partito                     | Coalizione                        | Note        |
| - | ------------------ | ------- | -------------- | ------------- | --------------------------- | --------------------------------- | ----------- |
|   | Giovanni Fanelli   | Sindaco | 31 agosto 1944 | 2 agosto 1945 | Partito Socialista Italiano | Comitato di Liberazione Nazionale | [ 7 ] [ 8 ] |
|   | Franco Del Vecchio | Sindaco | 3 agosto 1945  | 6 aprile 1946 |                             | Comitato di Liberazione Nazionale | [ 9 ]       |

## Repubblica Italiana (dal 1946)
| Sindaco                                          | Partito                                     | Partito                                     | Coalizione                                  | Coalizione                                  | Mandato                                     | Mandato                                     | Elezione                                    |
| Sindaco                                          | Partito                                     | Partito                                     | Coalizione                                  | Coalizione                                  | Inizio                                      | Fine                                        | Elezione                                    |
| Sindaci per elezione consiliare (1946-1995)      | Sindaci per elezione consiliare (1946-1995) | Sindaci per elezione consiliare (1946-1995) | Sindaci per elezione consiliare (1946-1995) | Sindaci per elezione consiliare (1946-1995) | Sindaci per elezione consiliare (1946-1995) | Sindaci per elezione consiliare (1946-1995) | Sindaci per elezione consiliare (1946-1995) |
| ------------------------------------------------ | ------------------------------------------- | ------------------------------------------- | ------------------------------------------- | ------------------------------------------- | ------------------------------------------- | ------------------------------------------- | ------------------------------------------- |
| Veris Giovannini                                 |                                             | Partito Comunista Italiano                  |                                             | PCI-PSI-PRI                                 | 7 aprile 1946                               | 6 agosto 1949                               | Elezioni 1946                               |
| Raffaele Moschini                                |                                             | Partito Repubblicano Italiano               | ?                                           | ?                                           | 7 agosto 1949                               | 9 giugno 1951                               | Elezioni 1946                               |
| Veris Giovannini                                 |                                             | Partito Comunista Italiano                  | ?                                           | ?                                           | 10 giugno 1951                              | 24 ottobre 1953                             | Elezioni 1951                               |
| Egidio Mascioli                                  |                                             | Partito Comunista Italiano                  | ?                                           | ?                                           | 25 ottobre 1953                             | 16 giugno 1956                              | Elezioni 1951                               |
| Egidio Mascioli                                  | 17 giugno 1956                              | Partito Comunista Italiano                  | ?                                           | ?                                           | 10 dicembre 1960                            | Elezioni 1956                               |                                             |
| Egidio Mascioli                                  | 11 dicembre 1960                            | Partito Comunista Italiano                  | ?                                           | ?                                           | 29 gennaio 1965                             | Elezioni 1960                               |                                             |
| Egidio Mascioli                                  | 30 gennaio 1965                             | Partito Comunista Italiano                  | ?                                           | ?                                           | 17 luglio 1970                              | Elezioni 1964                               |                                             |
| Egidio Mascioli                                  | 18 luglio 1970                              | Partito Comunista Italiano                  | ?                                           | ?                                           | 2 aprile 1971                               | Elezioni 1970                               |                                             |
| Oriano Magnani                                   |                                             | Partito Comunista Italiano                  | ?                                           | ?                                           | 3 aprile 1971                               | Elezioni 1970                               | 29 luglio 1975                              |
| Oriano Magnani                                   | 30 luglio 1975                              | Partito Comunista Italiano                  | ?                                           | ?                                           | 18 luglio 1980                              | Elezioni 1975                               |                                             |
| Giorgio Londei                                   |                                             | Partito Comunista Italiano                  | ?                                           | ?                                           | 19 luglio 1980                              | 25 luglio 1985                              | Elezioni 1980                               |
| Giorgio Londei                                   |                                             | Partito Comunista Italiano                  | PCI-PSI                                     | 26 luglio 1985                              | 12 luglio 1990                              | Elezioni 1985                               |                                             |
| Giorgio Londei                                   |                                             | Partito Comunista Italiano                  | PCI-PSI                                     | 13 luglio 1990                              | 12 febbraio 1993                            | Elezioni 1990                               |                                             |
| Massimo Galuzzi                                  |                                             | Partito Democratico della Sinistra          |                                             | PDS-PSI                                     | 13 febbraio 1993                            | Elezioni 1990                               | 23 aprile 1995                              |
| Sindaci per elezione popolare diretta (dal 1995) |                                             |                                             |                                             |                                             |                                             |                                             |                                             |
| Massimo Galuzzi                                  |                                             | Partito Democratico della Sinistra          |                                             | PDS-PPI-PS-LN-Civiche                       | 24 aprile 1995                              | 13 giugno 1999                              | Elezioni 1995                               |
| Massimo Galuzzi                                  | Democratici di Sinistra                     |                                             | DS-PPI-SDI-PRC-RI-FdV-PdCI                  | 14 giugno 1999                              | 12 giugno 2004                              | Elezioni 1999                               |                                             |
| Franco Corbucci                                  |                                             | Democratici di Sinistra                     |                                             | DS-DL-PRC-SDI-FdV-PdCI-UDEUR                | 13 giugno 2004                              | 7 giugno 2009                               | Elezioni 2004                               |
| Franco Corbucci                                  | Partito Democratico                         |                                             | PD-FdV-PSI-FdS-IdV                          | 8 giugno 2009                               | 9 giugno 2014                               | Elezioni 2009                               |                                             |
| Maurizio Gambini                                 |                                             | Indipendente                                |                                             | FI-FdV-NCD-UdC-Civiche                      | 9 giugno 2014                               | 27 maggio 2019                              | Elezioni 2014                               |
| Maurizio Gambini                                 |                                             | Indipendente                                | Lega-FI/RI-UdC-Civiche                      | 27 maggio 2019                              | 26 giugno 2024                              | Elezioni 2019                               |                                             |
| Maurizio Gambini                                 |                                             | Indipendente                                | FI-FdI-Lega-UdC-Civiche                     | 26 giugno 2024                              | in carica                                   | Elezioni 2024                               |                                             |